# Arthur.city
Arthur.city (Arthur) je internetová služba založená v roce 2016 Vláďou Ponechalem a Petrem Komínem. Původně se jednalo o službu čistě určenou pro cestovní ruch. Služba měla být odpovědí na roztříštěný trh informačních portálů v cestovním ruchu v ČR, kdy většina služeb obsahovala pouze tematické informace zacílené na jednu oblast, na portálech se nacházelo nadměrné množství reklamy nebo dezinformačního balastu a fakticky žádný portál (možná až na kudyznudy.cz) se nezabýval hromadnou agregací a konsolidací akcí a událostí (živých dat) z celé ČR. Arthur.city je sociální síť a řeší všechny tyto problémy, zejména pak pracuje s živými daty. Původní zacílení služby na cestovní ruch se postupně rozšiřuje o další oblasti a přibývají další pod-služby pro uživatele. Klíčovým prvkem služby je mobilní aplikace s rozšířenou realitou.

## Sběr dat pro Arthur.city
Arthur.city poskytuje víceúčelové rozhraní pro automatizované i manuální přebírání dat z externích zdrojů a nashromážděná data potom sdílí ve službě Arthur.city. Arthur konsoliduje data z turistického ruchu, kultury, sportu, historie, architektury, ze sociálního soužití, a v DB se nachází i zajímavosti, objekty, akce, události, informace od samospráv apod. Službu Arthur je otevřená datová platforma pro služby třetích stran, obce, města, státní a podnikatelské subjekty, různé portály, ale i obyčejné lidi – pro kohokoliv, kdo má k dispozici data, která jsou umístěná v prostoru (GPS). Registrace i využití služby je zdarma.

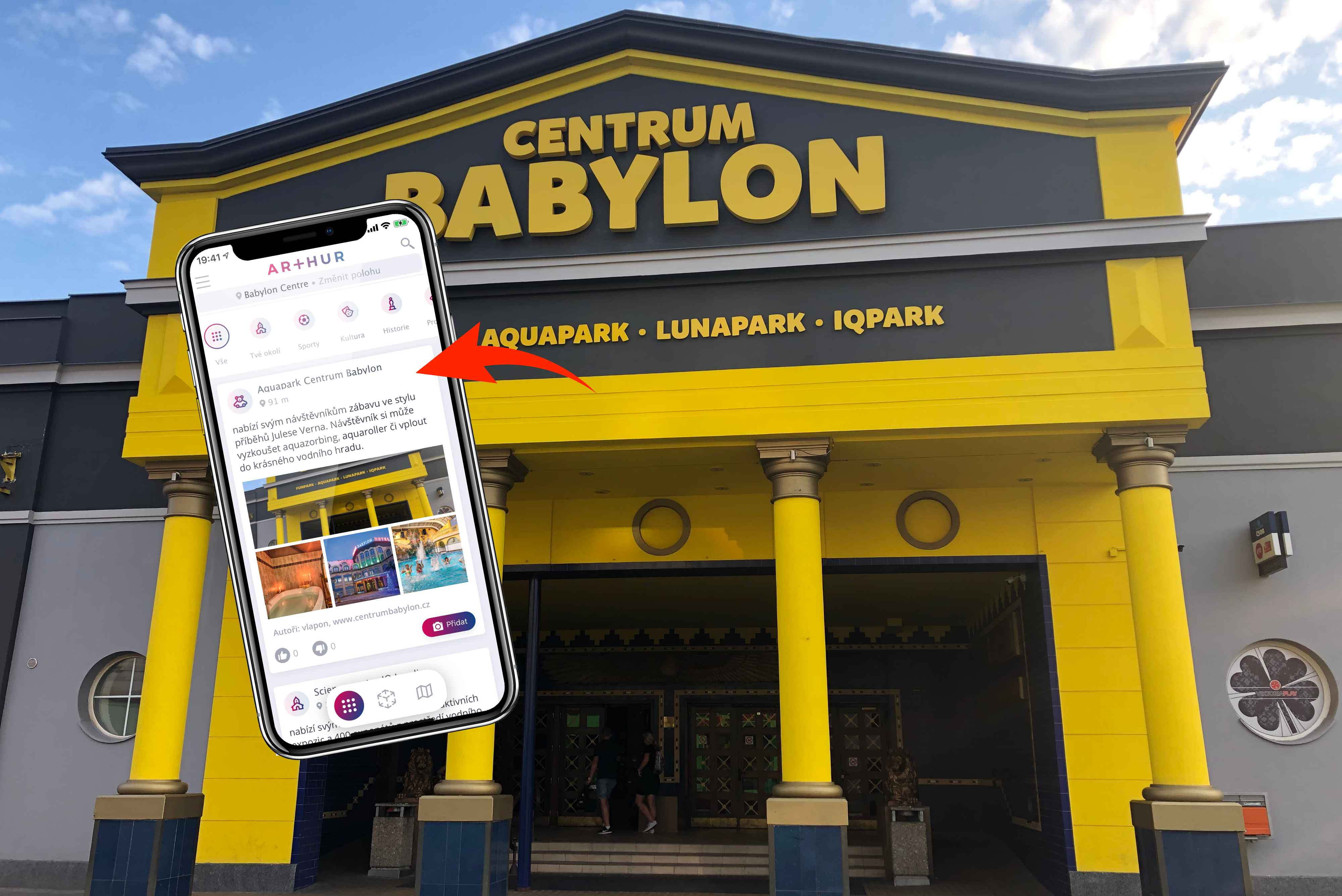
Mobilní aplikace Arthur

## Sociální síť a uživatelé
Arthur.city je sociální síť. Uživatelé mezi sebou vytváří vazby, mohou do služby vkládat své sdělení nebo informace, upravovat existující záznamy, přidávat fotografie, lajkovat nebo dislajkovat, komentovat, přidávat k záznamům fotografie. Arthur je určen pro sociální soužití, pro plánování volného času, pro zjišťování informací z okolí (jako např. encyklopedie), ale i pro předávání dlouhodobých nebo krátkodobých informací.

## Mobilní aplikace Arthur
Součástí Arthur.city je pokročilá mobilní aplikace s rozšířenou realitou. Aplikace zobrazuje data podle vzdálenosti od pozice klienta a vybírá a zobrazuje data podle preference uživatele. Aplikace uživateli zobrazuje relevantní informace z jeho okolí, kdekoliv se po ČR pohybuje. Uživatel může vyhledávat v databázi Arthur za pomocí fultextového vyhledávání a aplikace ho naviguje na místo určení. 

V mobilní aplikaci Arthur využívá rozšířenou realitu, což dává využití aplikace další rozměr.

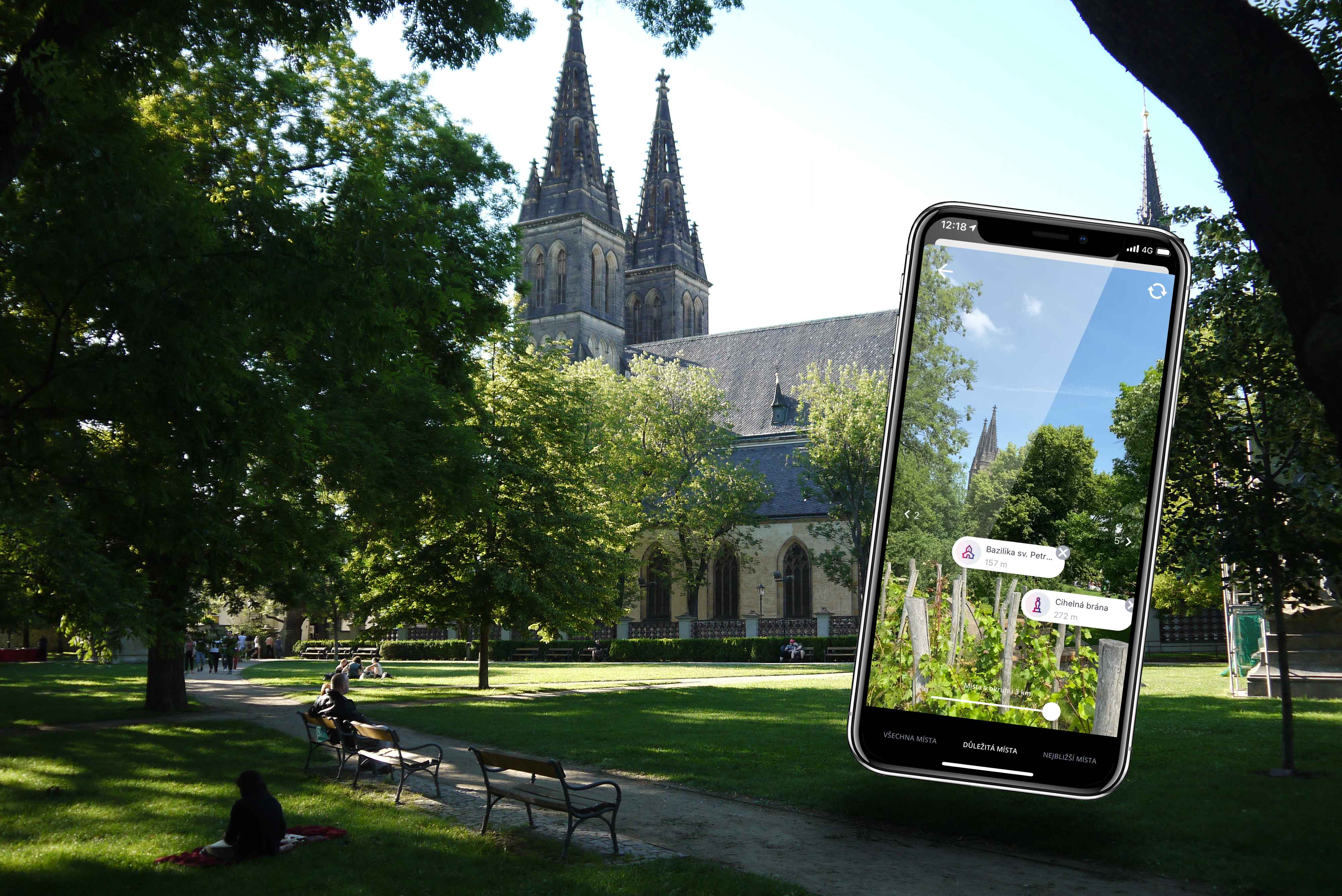
Rozšířená realita v mobilní aplikaci Arthur

## Arthur.city v zahraničí
Služba Arthur.city pokrývá celou ČR, nicméně lze ji používat i v zahraničí. Další rozšiřování platformy v zahraničí počítá s daty od uživatelů, partnerů, zákazníků a s „otevřenými“ daty. 

## Reference

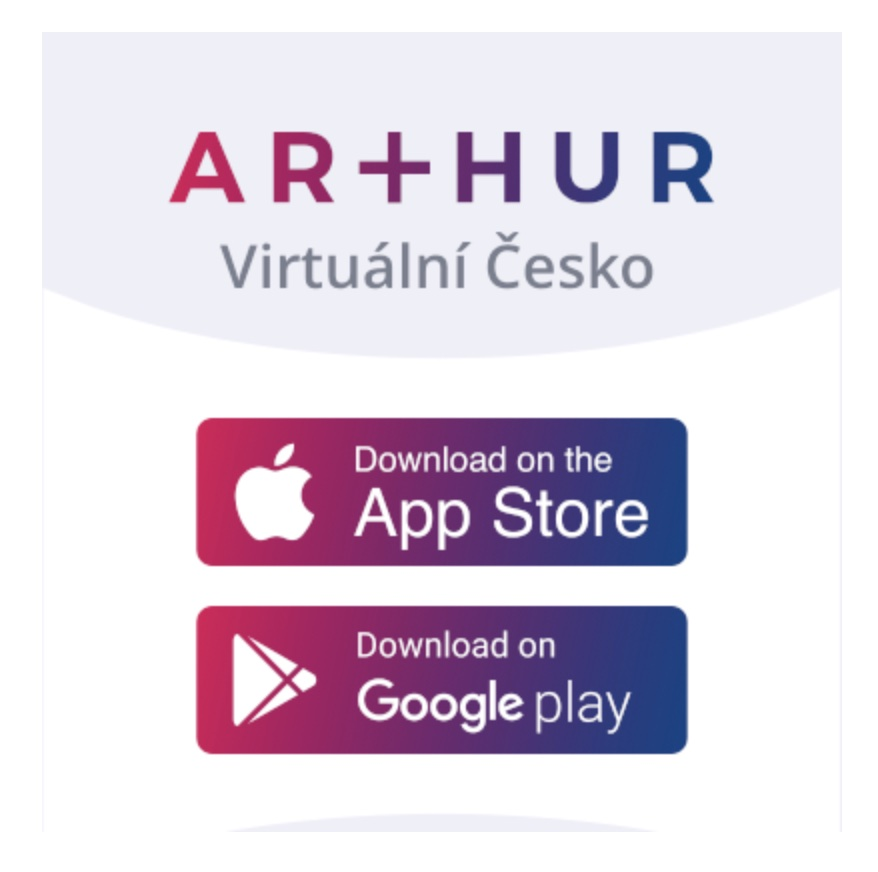
Arthur Virtuální Česko